# 新霍蘭 (伊利諾伊州)
新霍蘭（英語：New Holland）是位於美國伊利諾伊州洛根縣的一個村落。

## 地理
新霍蘭的座標為40°11′08″N 89°34′47″W / 40.18556°N 89.57972°W，而該地最高點為海拔高度169米（即554英尺）。

## 人口
根據2010年美國人口普查的數據，新霍蘭的面積為0.74平方千米，當中陸地面積為0.74平方千米，而水域面積為0.00平方千米。當地共有人口269人，而人口密度為每平方千米363人。